# Osie (stacja kolejowa)
Osie – stacja kolejowa w Osiu, w gminie Osie, w powiecie świeckim, w województwie kujawsko-pomorskim. Według klasyfikacji PKP ma kategorię dworca lokalnego.

## Ruch pasażerski
| Rok  | Wymiana pasażerska na dobę |
| ---- | -------------------------- |
| 2017 | 20-49                      |
| 2022 | 20-49                      |